# Scytalopus krabbei
A Scytalopus krabbei a madarak osztályának verébalakúak (Passeriformes) rendjébe és a fedettcsőrűfélék (Rhinocryptidae) családjába tartozó faj.

## Rendszerezése
A fajt Thomas S. Schulenberg, Daniel F. Lane, Andrew J. Spencer, Fernando Angulo és Carlos Daniel Cadena írták le 2020-ban. Tudományos faji nevét Niels Krabbe dán ornitológus tiszteletére kapta.

## Előfordulása
Andok középső részén, Peru területén honos.

## Természetvédelmi helyzete
Az elterjedési területe kicsi. A Természetvédelmi Világszövetség Vörös listáján nem szerepel.